# Riluzol
Riluzol (merknaam: Rilutek) is een geregistreerd medicijn dat bewezen effectief is bij de behandeling van amyotrofe laterale sclerose (ALS).

## Werking
Riluzol vertraagt de voortschrijdende verergering van ALS door de duur van het leven of de tijd tot mechanische beademing te verlengen. Vermoedelijk werkt het door remming van de neurotransmitter glutamaat in het centrale zenuwstelsel. De behandeling met riluzol is niet curatief en levert slechts een beperkte vertraging van het ziekteverloop.